# تاكيشي هوندا
تاكيشي هوندا (باليابانية: 本多 剛) (مواليد 20 مايو 1981)، هو لاعب كرة قدم ياباني سابق كان يلعب كلاعب وسط.

## روابط خارجية
- تاكيشي هوندا على موقع رابطة كرة القدم اليابانية للمحترفين (اليابانية)